# Das Irrlicht
Das Irrlicht (frz. Le Feu follet) ist der Titel eines 1931 erschienenen kurzen Romans des französischen Schriftstellers und Intellektuellen Pierre Drieu La Rochelle. Thema ist menschliche Hoffnungslosigkeit und Verzweiflung. Er wird allgemein als eines seiner bedeutendsten Werke betrachtet.

## Inhalt und Interpretation
Protagonist der Erzählung ist der dreißigjährige Alain Leroy. Nachdem er im Krieg gedient und anschließend einige Jahre ein wildes Leben im internationalen Jetset geführt hat, findet er sich aufgrund von Depressionen und Erschöpfungszuständen in einer Nervenklinik wieder. Die Handlung setzt kurz vor seiner Entlassung ein. Alain hat keine Kraft, sein Leben wieder selbst in die Hand zu nehmen. Der behandelnde Arzt sieht jedoch keinen Grund für eine Verlängerung seines Aufenthalts. Die Auswirkungen eines wild in Drogensucht ausschweifenden Lebens können in der Klinik zwar geheilt werden, jedoch kann sich Alain danach nicht vom geregelten Leben der Klinik trennen. Dieses sich nicht trennen zu können, ist ein Zeichen für ein letztes Aufflammen seiner Hoffnung auf das Leben. Eigentlich hat er jedoch mit dem Leben bereits abgeschlossen. Die Entlassung aus der Klinik bestätigt ihn darin, dass es richtig ist seinen Plan fortzusetzen. Im Laufe der Handlung erhält Alain mehrfach die Möglichkeit, in das Leben zurückzukehren. Doch sein Weg scheint bereits vorherbestimmt. Was Alain sucht, bleibt ihm verwehrt – eine Berührung zu spüren, die Befriedigung, jemanden zu lieben und geliebt zu werden. Am folgenden Tag besucht Alain einige alte Bekannte in Paris. Die Begegnungen verlaufen überwiegend unbefriedigend, da seine Bekannten kein Verständnis für seine Situation aufbringen. Das Buch endet mit dem Suizid Alains in seinem Zimmer in der Nervenheilanstalt.

## Hintergrund
Der Roman basiert auf dem Suizid des surrealistischen Dichters Jacques Rigaut, mit dem Drieu eng befreundet war. Drieu, der sich sechzehn Jahre nach Rigaut ebenfalls das Leben nahm, hatte sich lange mit dem Thema Suizid beschäftigt und dabei u. a. die Theorie aufgestellt, dass der Suizid die richtige Konsequenz für Menschen ist, „die in ihrem Leben nichts anderes erreichen konnten“. Der Suizid sei demnach „ein letzter nobler Akt“ und ein Zeichen des Anstandes.

## Verfilmungen
Louis Malle adaptierte die Romanvorlage Drieus 1963 unter demselben Titel. Die Hauptrolle des Alain Leroy spielte Maurice Ronet. Malle veränderte die Vorlage in zahlreichen Punkten, so versetzte er die Handlung von den 1920er Jahren in die Gegenwart. Maurice Ronet war bei den Dreharbeiten zudem deutlich über 30, wodurch das Thema des Films eher das der Midlife Crisis wurde. Der Roman beschreibt hingegen die Problematik des Eintritts in das Erwachsenenalter.
Joachim Trier schuf mit Oslo, 31. August im Jahr 2011 ein Filmdrama, das sich ebenfalls an Drieus Roman anlehnt.

## Übersetzung
Eine deutsche Übersetzung von Gerhard Heller wurde 1968 veröffentlicht vom Propyläen (Ullstein) Verlag in Berlin. Heller war 1941 bis 1944 der Sonderführer und Zensor für die französische Literatur im deutsch besetzten Frankreich und mit Drieu la Rochelle persönlich bekannt.